# 黑明施泰特
黑明施泰特是德国石勒苏益格－荷尔斯泰因州的一个市镇。总面积16.01平方公里，总人口2923人，其中男性1455人，女性1468人（2011年12月31日），人口密度183人/平方公里。